# 196 (szám)
A 196 (százkilencvenhat) a 195 és 197 között található természetes szám.
A 196 egy négyzetszám, mivel a 14 négyzete.
A 196 egy tizenegyszögszám, 34-szögszám, hétszögalapú piramisszám és ötszögalapú piramisszám.
A 196 egy Erdős–Woods-szám.
A 196 második olyan n, amelyre a 2n-1 prímosztóinak összege kétszerese a ½n+1 prímosztói összegének.
A 196 tízes számrendszerben a legkisebb Lychrel-számjelölt.